# 阿里普兰机场
阿里普兰机场（藏語：མངའ་རིས་སྤུ་ཧྲེང་གནམ་གྲུ་ཐང་，威利转写：mnga' ris spu hreng gnam gru thang），位于中国西藏自治区阿里地区普兰县普兰镇仁贡村，为4C级军民合用支线机场，海拔4255米，南距普兰县县城约12千米。2023年12月27日正式通航。
机场占地4905亩，设有长4500米、宽50米的跑道和1条长4500米、宽30米的平行滑行道；受到国境线及地形限制，仅能实现传统程序的单向进近，主降方向设Ⅰ类精密进近系统。机场停机坪设有5个机位，航站楼面积4000平米，另设有1000平方米的航管楼，以及空管、供油、消防救援等配套设施。

## 沿革
2019年，民航局批复新建西藏普兰机场场址。
2020年，国务院、中央军委以国函［2020］130号文件《关于同意新建西藏普兰机场的批复》批复普兰机场立项。
2021年4月，新建西藏普兰机场获国家发改委批复。
2021年5月27日，新建西藏普兰机场正式开工，由西部机场集团援建，主要材料供应地为新疆喀什地区，距离1650公里。
2023年11月，新建西藏普兰机场校飞成功。
2023年12月1日，由中国国际航空以A319机型试飞成功。
2023年12月27日，阿里普兰机场正式通航，首条航线由中国国际航空A319机型执飞拉萨—普兰。

## 空中交通服务
机场周围空域位于乌鲁木齐飞行情报区内。

## 航线
2025夏秋航季
| 航空公司       | 目的地 |
| -------------- | ------ |
| 西藏航空（TV） | 拉萨   |